# Rich Square
Rich Square és una població dels Estats Units a l'estat de Carolina del Nord. Segons el cens del 2000 tenia 931 habitants.

## Demografia
Segons el cens del 2000, Rich Square tenia 931 habitants, 395 habitatges i 259 famílies. La densitat de població era de 127,5 habitants per km².
Dels 395 habitatges en un 24,8% hi vivien nens de menys de 18 anys, en un 45,1% hi vivien parelles casades, en un 16,7% dones solteres, i en un 34,2% no eren unitats familiars. En el 31,4% dels habitatges hi vivien persones soles el 16,2% de les quals corresponia a persones de 65 anys o més que vivien soles. El nombre mitjà de persones vivint en cada habitatge era de 2,36 i el nombre mitjà de persones que vivien en cada família era de 2,95.
Per edats la població es repartia de la següent manera: un 22,4% tenia menys de 18 anys, un 5,9% entre 18 i 24, un 24,8% entre 25 i 44, un 26,3% de 45 a 60 i un 20,5% 65 anys o més.
L'edat mediana era de 43 anys. Per cada 100 dones de 18 o més anys hi havia 71,5 homes.
La renda mediana per habitatge era de 22.656 $ i la renda mediana per família de 30.000 $. Els homes tenien una renda mediana de 27.083 $ mentre que les dones 19.135 $. La renda per capita de la població era de 13.079 $. Entorn del 15,5% de les famílies i el 19% de la població estaven per davall del llindar de pobresa.

## Poblacions més properes
El següent diagrama mostra les poblacions més properes.